# Herrera (kommunhuvudort)
Herrera är en kommunhuvudort i Spanien.   Den ligger i provinsen Provincia de Sevilla och regionen Andalusien, i den södra delen av landet, 400 km söder om huvudstaden Madrid. Herrera ligger 249 meter över havet och antalet invånare är 6 230.
Terrängen runt Herrera är platt åt nordost, men åt sydväst är den kuperad. Terrängen runt Herrera sluttar norrut. Runt Herrera är det ganska tätbefolkat, med 134 invånare per kvadratkilometer. Närmaste större samhälle är Puente Genil, 7,8 km öster om Herrera. Trakten runt Herrera består till största delen av jordbruksmark.